# Brachyntheisogryllacris
Brachyntheisogryllacris is een geslacht van rechtvleugeligen uit de familie Gryllacrididae. De wetenschappelijke naam van dit geslacht is voor het eerst geldig gepubliceerd in 1937 door Karny.

## Soorten
Het geslacht Brachyntheisogryllacris omvat de volgende soorten:
- Brachyntheisogryllacris abbreviata Brunner von Wattenwyl, 1888
- Brachyntheisogryllacris artinii Griffini, 1913
- Brachyntheisogryllacris bertrandi Bolívar, 1900
- Brachyntheisogryllacris buyssoniana Griffini, 1912
- Brachyntheisogryllacris crassipes Walker, 1859
- Brachyntheisogryllacris kempiana Griffini, 1914
- Brachyntheisogryllacris maindroni Griffini, 1913
- Brachyntheisogryllacris nigritibia Karny, 1937
- Brachyntheisogryllacris punicea Gerstaecker, 1860